# شينجي هارادا
شينجي هارادا (باليابانية: 原田真二؛ بالكانا: はらだ しんじ) هو موسيقي ومغن مؤلف ياباني، ولد في 5 ديسمبر 1958 في هيروشيما في اليابان.

## وصلات خارجية
- الموقع الرسمي
- شينجي هارادا على موقع ميوزك برينز (الإنجليزية)
- شينجي هارادا على موقع أول ميوزيك (الإنجليزية)
- شينجي هارادا على موقع ديسكوغز (الإنجليزية)
- شينجي هارادا على موقع ديسكوغز (الإنجليزية)
- شينجي هارادا على موقع ANN person (الإنجليزية)